# Меріон (округ, Флорида)
Шаблон:StateAbbr_ 29°13′ пн. ш. 82°04′ зх. д. / 29.21° пн. ш. 82.06° зх. д.
Меріон (англ. Marion County) — округ (графство) у штаті Флорида, США. Площа 4307 км².
Населення 331 298 осіб (2010 рік). Адміністративний центр — місто Окала.
Виділений 1844 року з округів Алачуа і Орандж. Входить до агломерації Окала.

## Географія
За даними Бюро перепису населення США, загальна площа округу становить 1 663 квадратних милі (4 310 км²), з них 1 585 квадратних миль (4 110 км²) — суша, а 78 квадратних миль (200 км²) (7,8 %) — вода.

## Суміжні округи
- Патнем, Флорида — північний схід
- Волусія, Флорида — схід
- Лейк, Флорида — південний схід
- Самтер, Флорида — південь
- Цитрус, Флорида — південний захід
- Леві, Флорида — захід
- Алачуа, Флорида — північний захід